# Тоцький полігон
52°32′50″ пн. ш. 52°49′00″ сх. д. / 52.547222222222° пн. ш. 52.816666666667° сх. д.
Тоцький полігон (Тоцький навчально-артилерійський полігон, Тоцький табір) — військовий полігон в Приволзько-Уральському військовому окрузі, за 40 км на схід від міста Бузулук, на північ від села Тоцьке (Оренбурзька область). Площа полігона 45 700 га
В повітряному просторі над територією полігону встановлена зона обмеження польотів повітряних суден в інтервалі висот від земної поверхні до висоти 6,1 км (міжнародне позначення UWR704).
Полігон здобув популярність завдяки проведеним на його території 14 вересня 1954 тактичним навчанням військ під кодовою назвою «Сніжок». Суть навчань полягала у відпрацюванні можливостей прориву оборони противника з використанням ядерної зброї. Практично для всіх 40 тисяч військовиків, котрі брали в них участь, вони закінчились трагічно. Від радіації також постраждали понад 10 тисяч мирних громадян — жителів ближніх сіл та присілків. Матеріали, пов'язані з даними навчаннями, досі не розсекречено, тому достовірність та інтерпретація подій не можуть бути повністю перевірені.
У 1912-1914 тут проходив річний табірний збір Казанського військового округу, іменувався «Тоцький табірний збір».
У 2008 на Тоцькому полігоні в присутності президента Російської Федерації Дмитра Медведєва пройшли найбільші військові навчання з часів СРСР.